# Bambus
Bambus je souhrnný název pro množství rodů trav z čeledi lipnicovitých vyznačujících se dřevnatými stébly. Jsou vesměs řazeny do podčeledi bambusové (Bambusoideae). Největší druhy dorůstají do výšky až přes 40 metrů. Bambus slouží jako mnohostranný materiál pro podobné účely jako dřevo. Může být použit jako materiál pro konstrukci staveb, výrobu nástrojů, nábytku, ale i papíru a oděvů, nebo také jako potravina. Obsahuje převážně bílkoviny a sacharidy. Jedná se o rychle se šířící a odolný druh.
Bambus je materiál, který nemá v přírodě obdobu, není dřevem. Bambus není strom, ale tráva. Má podzemní stonky stejně jako ostatní traviny. Odolná a pevná vlákna prostupují měkčí a pružnější hmotou, které když tak zvenčí působícího tlaku umožní tuhým vláknům rozestoupit se. Uvnitř je dutý.

## Využití bambusů
Bambus má velmi mnoho využití. Samostatný velký exemplář se stane výraznou solitérou v kterékoliv části zahrady a parku. Své uplatnění nachází bambusy také v nádobách umístěných na terase nebo v zimní zahradě. Bambusový porost lze využít i pro rychlé zaclonění nevzhledných míst. Samotná tyčovina se dá využít v mnoha aranžérských příležitostech v interiéru i na zahradě, mladé výhonky zase pro kuchyňské účely.
Základní oblasti využití bambusů jsou:
- stavební a konstrukční materiál
- surovina k výrobě věcí denní potřeby
- potravina (bambusové výhonky)
- výroba papíru a buničiny
- stabilizace půdy před erozí
- léčiva

## Zajímavosti
Z bambusu je možné udělat skoro vše; byly z něj například zhotoveny hudební nástroje, jízdní kola a dokonce automobil.
Bambus je díky rychlosti růstu zapsán v Guinnessově knize rekordů jako nejrychleji rostoucí rostlina světa. Dokáže vyrůst až o 91 centimetrů za den, což je rychlost 0,00003 km/h. Ve středověku se v Číně z bambusu vyráběly zbraně (novodobě také ve Vietnamu) a mnohé jiné nástroje.
Společně s borovicí a slivoní patří k oblíbeným symbolickým rostlinám Číny a Japonska a je s nimi zobrazován v motivu „tří zimních přátel“ ve výtvarném umění, užitém umění i poezii.

## Dělení bambusů
- BAMBUSEAE (1447 druhů)
  - ARUNDINARIINAE (249)
    - Acidosasa (22)
    - Arundinaria (1)
    - Bashania (6)
    - Ferrocalamus (2)
    - Gaoligongshania (1)
    - Gelidocalamus (12)
    - Indocalamus (35)
    - Menstruocalamus (1)
    - Metasasa (2)
    - Oligostachyum (18)
    - Pleioblastus (42)
    - Polyanthus (1)
    - Pseudosasa (36)
    - Sasa (58)
    - Sasaella (11)
    - Vietnamocalamus (1)

  - THAMNOCALAMINAE (226)
    - Ampelocalamus (11)
    - Borinda (8)
    - Chimonocalamus (16)
    - Drepanostachyum (11)
    - Fargesia (83)
    - Himalayacalamus (9)
    - Thamnocalamus (4)
    - Yushania (84)

  - RACEMOBAMBOSINAE (27)
    - Neomicrocalamus (7)
    - Racemobambos (17)
    - Vietnamosasa (3)

  - SHIBATAEINAE (182)
    - Brachystachyum (1)
    - Chimonobambusa (38)
    - Hibanobambusa (1)
    - Indosasa (27)
    - Phyllostachys (76)
    - Semiarundinana (6)
    - Shibataea (9)
    - Sinobambusa (24)

  - BAMBUSINAE (297)
    - Bambusa (139)
    - Bonia (5)
    - Dendrocalamus (52)
    - Dinochloa (27)
    - Gigantochloa (37)
    - Holttumochloa (3)
    - Kinabaluchloa (2)
    - Klemachloa (1)
    - Maclurochloa (1)
    - Melocalamus (9)
    - Oreobambos (1)
    - Oxytenanthera (1)
    - Pseudobambusa (1)
    - Pseudoxytenanthera (12)
    - Soejatmia (1)
    - Sphaerobambos (3)
    - Thyrsostachys (2)

  - MELOCANNINAE (87)
    - Cephalostachyum (16)
    - Davidsea (1)
    - Dendrochloa (1)
    - Melocanna (2)
    - Neohouzeaua (7)
    - Ochlandra (11)
    - Pseudostachyum (2)
    - Schizostachyum (45)
    - Teinostachyum (2)

  - HICKELIINAE (37)
    - Decaryochloa (1)
    - Greslania (4)
    - Hickelia (4)
    - Hitchcockella (1)
    - Nastus (24)
    - Perrierbambus (2)
    - Temburongia (1)

  - GUADUINAE (40)
    - Criciuma (1)
    - Eremocaulon (1)
    - Guadua (34)
    - Olmeca (2)
    - Otatea (2)

  - CHUSQUEINAE (156)
    - Chusquea (135)
    - Neurolepis (21)

  - ARTHROSTYLIDIINAE (146)
    - Actinocladum (1)
    - Alvimia (3)
    - Apoclada (3)
    - Arthrostylidium (28)
    - Athroostachys (1)
    - Atractantha (5)
    - Aulonemia (32)
    - Colanthelia (7)
    - Elytrostachys (2)
    - Glaziophyton (1)
    - Merostachys (34)
    - Myriocladus (13)
    - Rhipidocladum (16)

  - OLYREAE (76)
    - Agnesia (1)
    - Arberella (7)
    - Cryptochloa (9)
    - Diandrolyra (2)
    - Ekmanochloa (2)
    - Froesiochloa (1)
    - Lithachne (4)
    - Maclurolyra (1)
    - Mniochloa (1)
    - Olyra (23)
    - Parodiolyra (3)
    - Piresia (4)
    - Piresiella (1)
    - Raddia (5)
    - Raddiella (7)
    - Rehia (1)
    - Reitzia (1)
    - Sucrea (3)

  - PARIANEAE (40)
    - Eremitis (1)
    - Pariana (39)

  - BUERGERSIOCHLOEAE (1)
    - Buergersiochloa (1)

  - PUELIEAE (5)
    - Puelia (5)

  - GUADUELLEAE (6)
    - Guaduella (6)